# Puchacz (zwyczajny)
Puchacz lub puchacz zwyczajny (Bubo bubo) – gatunek dużego, osiadłego ptaka z rodziny puszczykowatych (Strigidae), zamieszkującego niemalże całą Eurazję (z wyjątkiem tundry, południowych rejonów Azji, Wysp Brytyjskich i północy Francji). Był on niegdyś intensywnie tępiony (często kojarzono go ze złem i śmiercią), odławiano go również, by służył jako przynęta przy polowaniu. Obecnie jest ptakiem rzadkim i płochliwym, jednakże jego europejska populacja powoli się odbudowuje, ze względu na objęcie go w wielu krajach (w tym w Polsce) ochroną gatunkową i strefową.
Prawdopodobnie największa sowa świata, rozmiarami dorównuje mu jedynie puchacz japoński. Puchacz przewyższa rozmiarami sowę śnieżną oraz puchacza wirginijskiego, natomiast spośród awifauny lęgowej Polski puszczyka mszarnego i puszczyka uralskiego. Upierzenie ogólnie w różnych tonacjach brązu, nieco zmienne w zależności od podgatunku, z licznymi plamkami i kreskami. Szlara szara. Na głowie dwa sterczące pęczki piór, przypominające uszy. Dawniej za podgatunek puchacza uważano nieco mniejszego puchacza indyjskiego. Obecnie wyróżnia się 16 podgatunków.
Poluje na średniej wielkości ptaki i ssaki, czasami na niewielkie owady. W zależności od miejsca i pory roku ma zmienne „zwyczaje” związane z odżywianiem się. Gody rozpoczynają się wcześnie, czasami już w grudniu. Terytorium zajmuje obszar o powierzchni ponad 10 km². Na nizinach gniazdo znajduje się najczęściej w opuszczonym gnieździe ptaka szponiastego, obszernej dziupli lub na ziemi. Na gniazdo wybiera tereny niedostępne, np. olsy. W górach gniazduje na półkach skalnych. Pisklęta są gniazdownikami niewłaściwymi. Usamodzielniają się po ok. 5 miesiącach. W naturze żyje najczęściej do 20 lat.

## Systematyka
Puchacz po raz pierwszy zgodnie z zasadami nazewnictwa binominalnego został opisany przez szwedzkiego przyrodnika i lekarza Karola Linneusza w dziesiątej edycji jego dzieła Systema Naturae, w 1758 roku, pod nazwą Strix bubo. Został on więc zaliczony do rodzaju Strix, do którego zaliczono wówczas wszystkie sowy, a który obecnie obejmuje wyłącznie puszczyka i blisko spokrewnione z nim gatunki. W 1805 roku francuski biolog André Marie Constant Duméril przeniósł puchacza do nowo opisanego rodzaju Bubo. W 1830 roku natomiast zoolog Johann Georg Wagler przeniósł wszystkie sowy (w tym puchacza) do odrębnego rzędu Strigiformes (wcześniej ptaki te były łączone w jeden rząd z ptakami szponiastymi). Od tamtej pory, ze względu na to, że puchacz jest ptakiem osiadłym, opisano 26 podgatunków, z czego obecnie uznaje się tylko 16 (niektóre uznano za synonimy innych podgatunków, a niektóre, tj. Bubo bubo bengalensis i Bubo bubo ascalaphus podniesiono do rangi gatunków).

### Etymologia nazwy
Łacińska nazwa bubo oznacza puchacza i stanowi nawiązanie do jego głosu, podobnie jak w przypadku niemieckiej nazwy brzmiącej Uhu. M.in. w języku angielskim i francuskim nazwa nawiązuje do wielkości i cech charakterystycznych puchacza.
Do czasu reformy ortograficznej w 1936 roku obowiązywała nazwa rodzajowa puhacz, co miało uzasadnienie etymologiczne (od czasownika puhać) i analogie również w słownictwie białoruskim i ukraińskim пугач (puhač). Pisownia puchacz, choć obecnie dominująca, jest mniej uzasadniona jeśli chodzi o etymologię niż „puhacz”.

## Charakterystyka

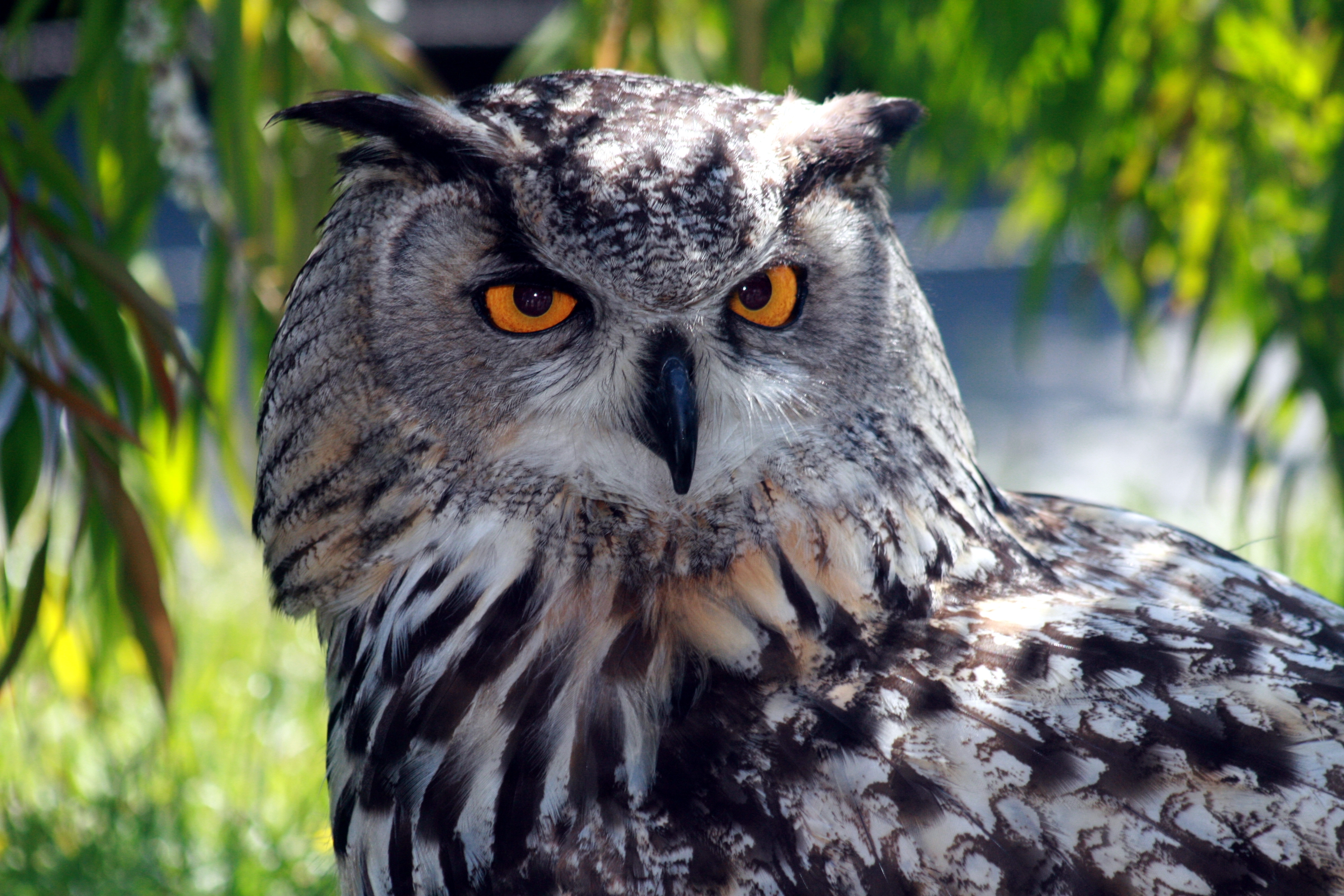
Głowa puchacza

Bardzo duży ptak, wyraźnie większy od orlika grubodziobego, choć mniejszy od orła przedniego. Obie płci są ubarwione jednakowo, ale samice są znacznie większe. Sylwetka masywna, z dużą okrągłą głową, szerokimi zaokrąglonymi skrzydłami i krótkim ogonem. Na okrągłej głowie charakterystyczne „uszy” z piór o długości 8–10 cm, zwykle położone poziomo, a stawiane gdy ptak jest zaniepokojony lub nawoływany. Szlara słabo zaznaczona, wokół dzioba jasne pióra. Duże, pomarańczowe oczy i biały podbródek. Upierzenie mocno zmienne w zależności od podgatunku, ale zwykle w różnych odcieniach brązu. U tego nominatywnego na wierzchu ciała pióra z ciemnym wzorem przypominającym korę (rodzaj kamuflażu), a od spodu bardziej żółtawe z ciemnym podłużnym kreskowaniem, szczególnie grube na piersi. Na piersi plamy są intensywniejsze, przypominają kształtem krople. Spód skrzydeł jaśniejszy od reszty upierzenia. Lotki pierwszorzędowe rdzawobrązowe, ciemno prążkowane, co jest widoczne w locie. Inne podgatunki są ubarwione nieco inaczej, ale najczęściej te północne są ciemniejsze, a te południowe jaśniejsze. Z kolei podgatunek B. bubo sybiricus, zamieszkujący północny skraj tajgi oraz Ural, jest ubarwiony bardzo jasno, niemal biało. Nogi i stopy mocne i opierzone. Młode podobne do dorosłych; po opuszczeniu gniazda mają pióra poprzerastane resztkami puchu, a później ich upierzenie staje się nieco ciemniejsze.

W locie widać jego szerokie i okrągłe skrzydła oraz dużą, zaostrzoną głowę. Puchacz jest w stanie obrócić głowę o 270 stopni, co rekompensuje mu dosyć ograniczony, w porównaniu do innych ptaków, kąt widzenia.
Obecnie prawdopodobnie największa sowa świata (niegdyś na Kubie występowały jeszcze większe sowy z rodzaju Ornimegalonyx). Rozmiarami dorównuje mu jedynie puchacz japoński, którego niektóre źródła uznają za większego od puchacza, brakuje na to jednak dowodów.

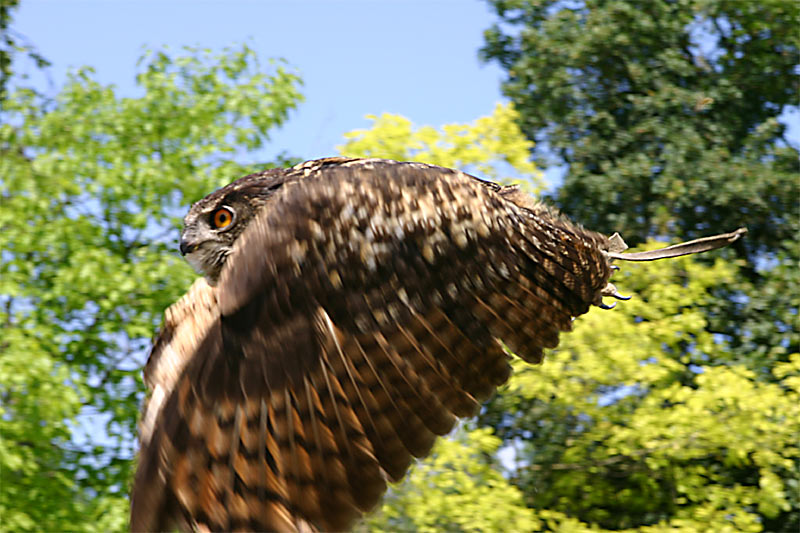
Puchacz w locie

### Wymiary średnie[13]
Długość ciała z dziobem i ogonem60–78 cm
Rozpiętość skrzydeł155–180 cm
Długość ogona23–29 cm

### Masa ciała[13]
samicaok. 2300–4200 g
samiecok. 1600–2800 g

### Głos

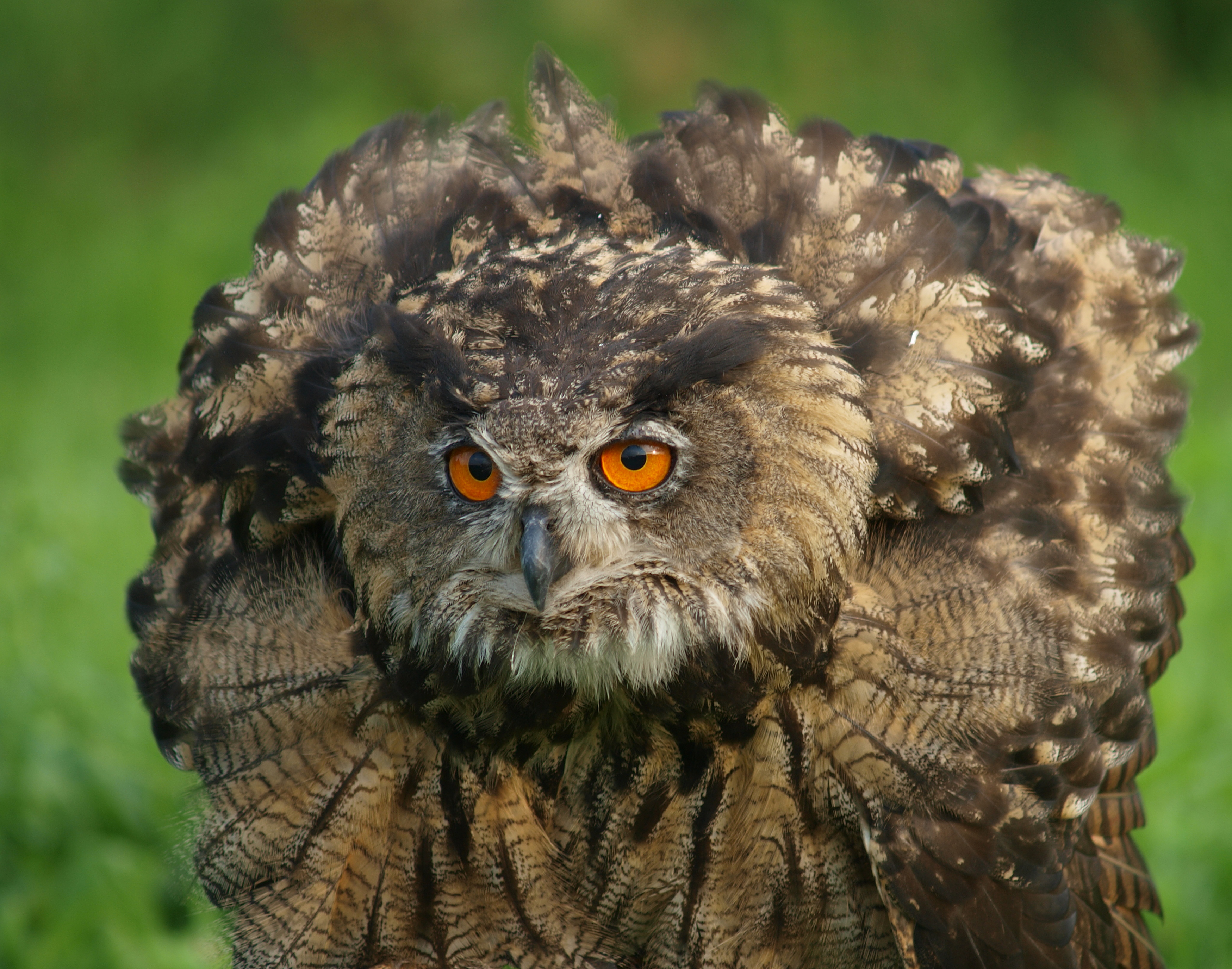
Puchacz w pozycji obronnej

Samiec odzywa się najintensywniej w porach wieczornych lub o zmroku. Jest to przerywane co 8–12 sekund, bardzo donośne (słyszane nawet do 5 km) ponure pohukiwanie „pu-hu” lub „PHUoo” (od czego wzięła się nazwa). Samica odpowiada tym samym, lecz o oktawę wyższym i ochrypłym głosem. Okrzyki alarmowe są ostre, szczekliwe. Zaniepokojone kłapią też dziobem. Puchacze odzywają się praktycznie przez cały rok, najintensywniej jesienią (wrzesień i październik) oraz zimą przed złożeniem jaj (styczeń–luty). W okresie tokowania pod koniec zimy ich hukanie słychać całymi nocami.

### Zachowanie
Aktywny o zmierzchu, świcie i w nocy. Gdy nie poluje, siada w eksponowanych miejscach. W dzień przesiaduje na półce skalnej albo na grubej gałęzi w koronie drzewa, przy pniu. W locie dość szybko, płytko i sztywno uderza skrzydłami. Lot nieco chwiejny, ptak potrafi robić nagłe zwroty. Osiadły; jedynie niedojrzałe ptaki w pierwszym roku życia koczują, poszukując własnego terytorium, a osobniki z gór mogą schodzić w niższe partie. Bardzo wrażliwy na niepokojenie, spłoszony z gniazda może porzucić lęg.

### Długość życia
Na wolności puchacz dożywa maksymalnie około 20 lat, w niewoli nawet ponad 60.

## Występowanie

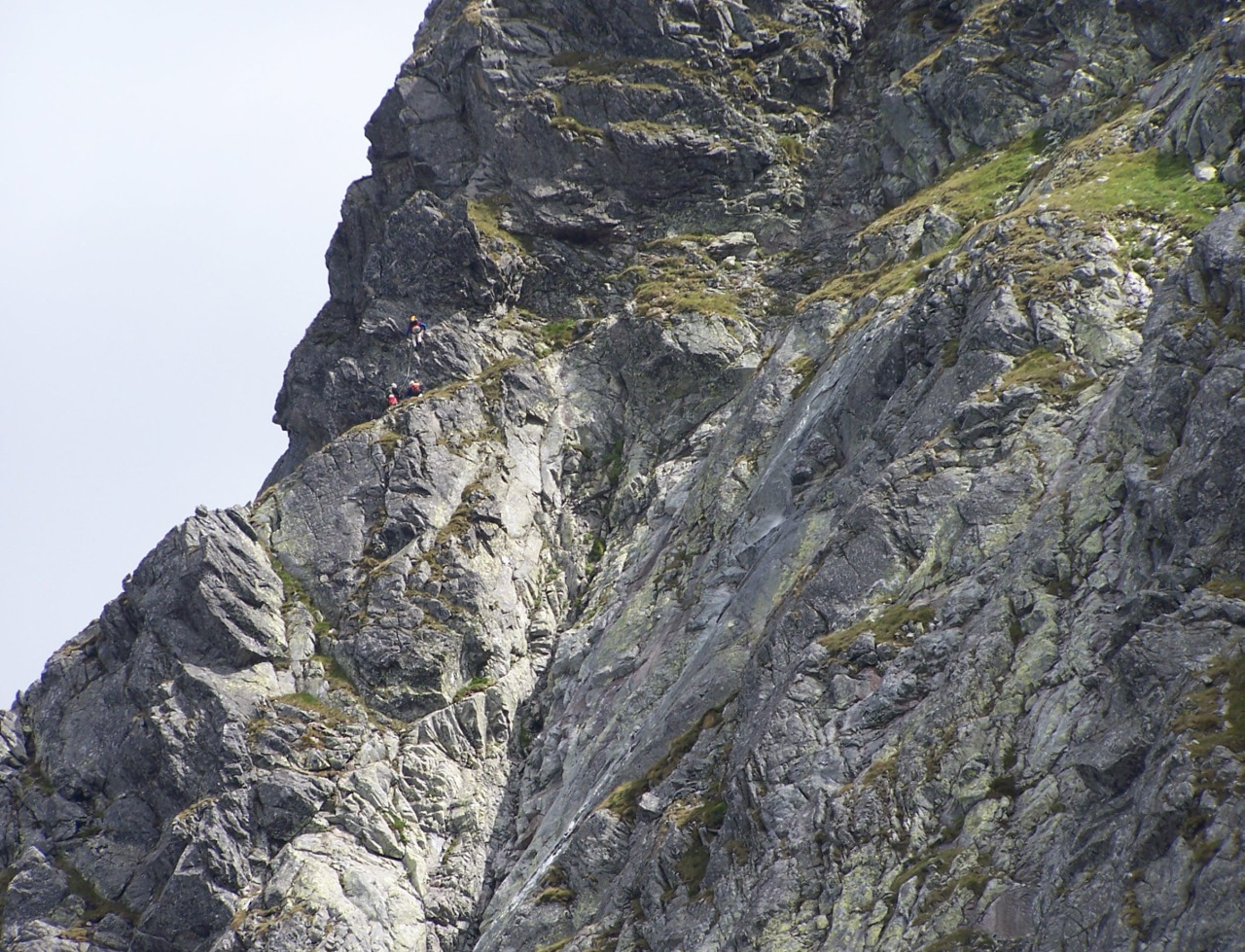
Ściany skalne wykorzystywane na gniazda

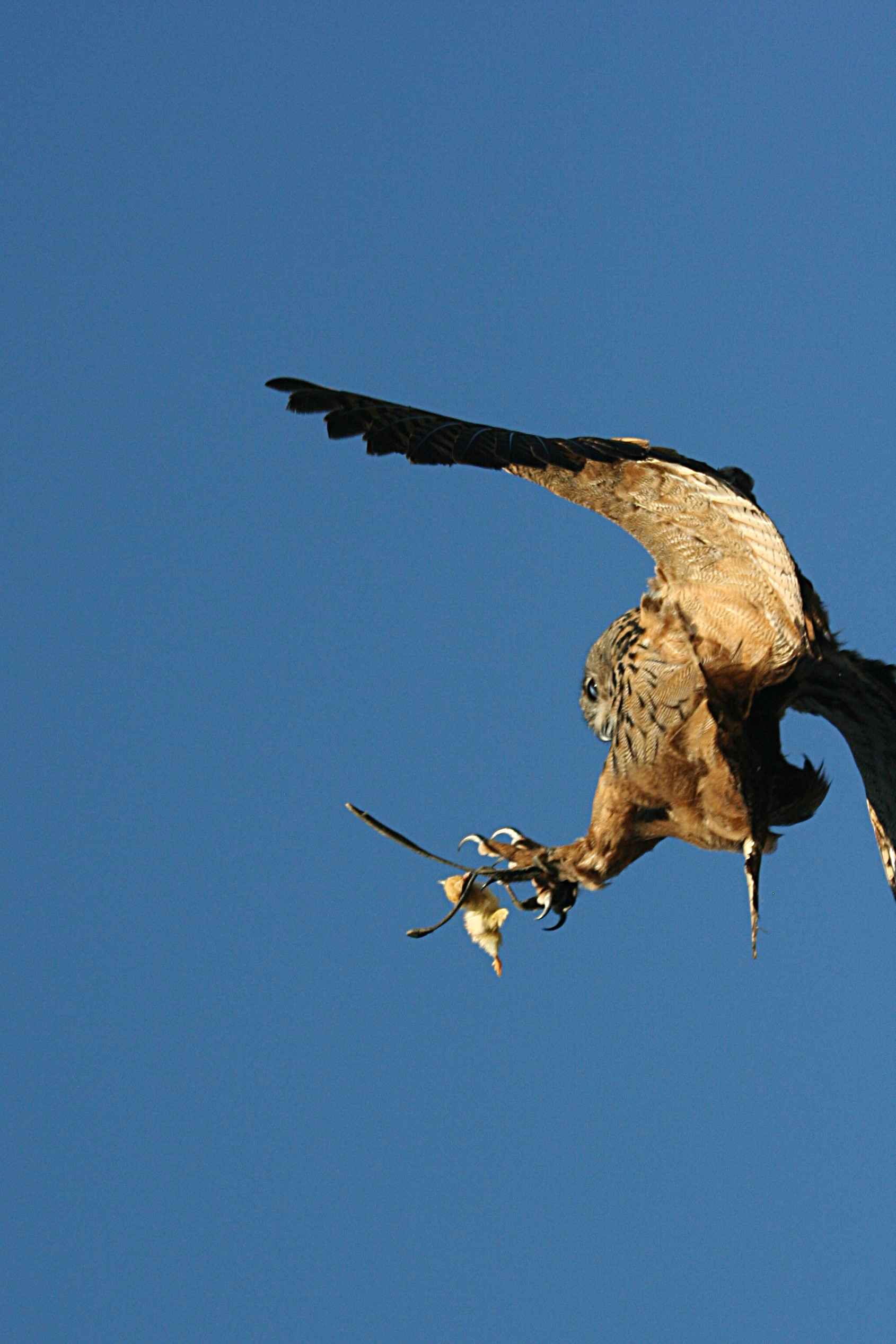
Puchacz w trakcie chwytania zdobyczy

Występuje wyspowo w południowej, środkowej i północnej Europie (nielicznie), ciągły zasięg występowania w Europie Wschodniej i Azji. Liczniej gniazduje w Alpach. W Azji zasiedla całą tajgę, centralną część Azji oraz wybrzeża mórz Japońskiego, Wschodniochińskiego i Arabskiego. Jeden z podgatunków (B. b. hispanus) zamieszkiwał także góry Atlas w północno-zachodniej Afryce, ale prawdopodobnie tam wymarł. Nie występuje na Półwyspie Arabskim, w południowych Chinach i Azji Południowo-Wschodniej, tundrze oraz w Indiach (gdzie zasiedla ten biotop puchacz indyjski).
W Polsce skrajnie nieliczny ptak lęgowy (270–380 par w latach 2013–2018). Główne obszary występowania to przede wszystkim góry – Sudety i Karpaty, środkowe i zachodnie Pomorze, północna Wielkopolska, puszcze w północno-wschodniej Polsce (Puszcza Białowieska) oraz Pojezierze Łęczyńsko-Włodawskie na Lubelszczyźnie. Omija centralną Polskę. Jest to największy gatunek osiadłej w Polsce sowy.

### Środowisko
Na nizinach zasiedla stare, zwarte, rozległe lasy (częściej iglaste) w pobliżu bagien, torfowisk, rzek i jezior lub innych otwartych przestrzeni zapewniających pokarm przez cały rok. Występuje również w górach, gdzie wybiera skaliste wąwozy i urwiska, również kamieniołomy. Na południu zamieszkuje też obszary pustynne. Terytorium lęgowe ma promień ok. 2–4 km, zimą więcej. Potrzebuje ustronnego, odludnego miejsca na założenie gniazda, gdzie nie będzie niepokojony, oraz otwartej przestrzeni i luźnych zadrzewień, gdzie będzie mógł polować. Niektóre osobniki mogą lęgnąć się w pobliżu siedlisk ludzkich, jeśli znajdą dobre miejsce bogate w pokarm. Szczególnie dotyczy to wysypisk śmieci, gdzie licznie występują szczury.

## Polowanie i pokarm
Puchacz jest największym nocnym ptakiem drapieżnym Europy. Poluje na bardzo zróżnicowane pod względem wielkości ofiary: od maleńkich owadów po młode sarny i jelenie. Najczęściej odżywia się średniej wielkości ptakami i ssakami (takimi jak np. krzyżówka lub jeż), mniejszą lub większą zdobycz chwyta najczęściej z braku innych, potencjalnych ofiar. Poluje najczęściej na terenach otwartych, często w pobliżu zbiorników wodnych lub wręcz nad nimi. Ofiary atakuje najczęściej z czatowni (którą może być samotne drzewo, słup lub inne wysokie miejsce), rzadziej z lotu patrolowego. Gdy tylko dostrzeże potencjalną ofiarę, lecąc bezszelestnie, z wyciągniętymi szponami, atakuje ją. Po jej schwytaniu puchacz niesie ją na miejsce, gdzie sam ją zjada lub gdzie przekazuje ją samicy. Mniejsze ofiary połyka w całości, większe musi wstępnie poćwiartować.
Badania wykazały, iż ptaki stanowią do 20% diety puchacza, natomiast ssaki do 60%. Jeśli chodzi o dokładny skład gatunkowy ofiar puchacza, jest on zmienny w zależności od pory roku i regionu. Latem i jesienią puchacze zjadają najchętniej jeże, zające, kaczki i gołębie. Ponadto podczas okresu lęgowego polują także w dzień, chwytając odbywające toki grzywacze. Zimą natomiast chwytają głównie małe ssaki, takie jak np. norniki. Poza tym przez cały rok zdarza im się atakować myszołowy oraz mniejsze sowy. Lokalnie mogą być wyspecjalizowane w chwytaniu jednego rodzaju ofiar, np. karczowników ziemnowodnych w Szwecji, dzikich królików w Prowansji, jeży w niektórych rejonach Niemiec, o ile te są akurat dostępne. Uzupełnienie diety mogą niekiedy stanowić płazy (do 15% udziału w diecie, głównie żab), gady, owady i chwytane z powierzchni wody lub zbierane z brzegu ryby. Zjadana zawartość przewodu pokarmowego ofiar ułatwia puchaczom trawienie.

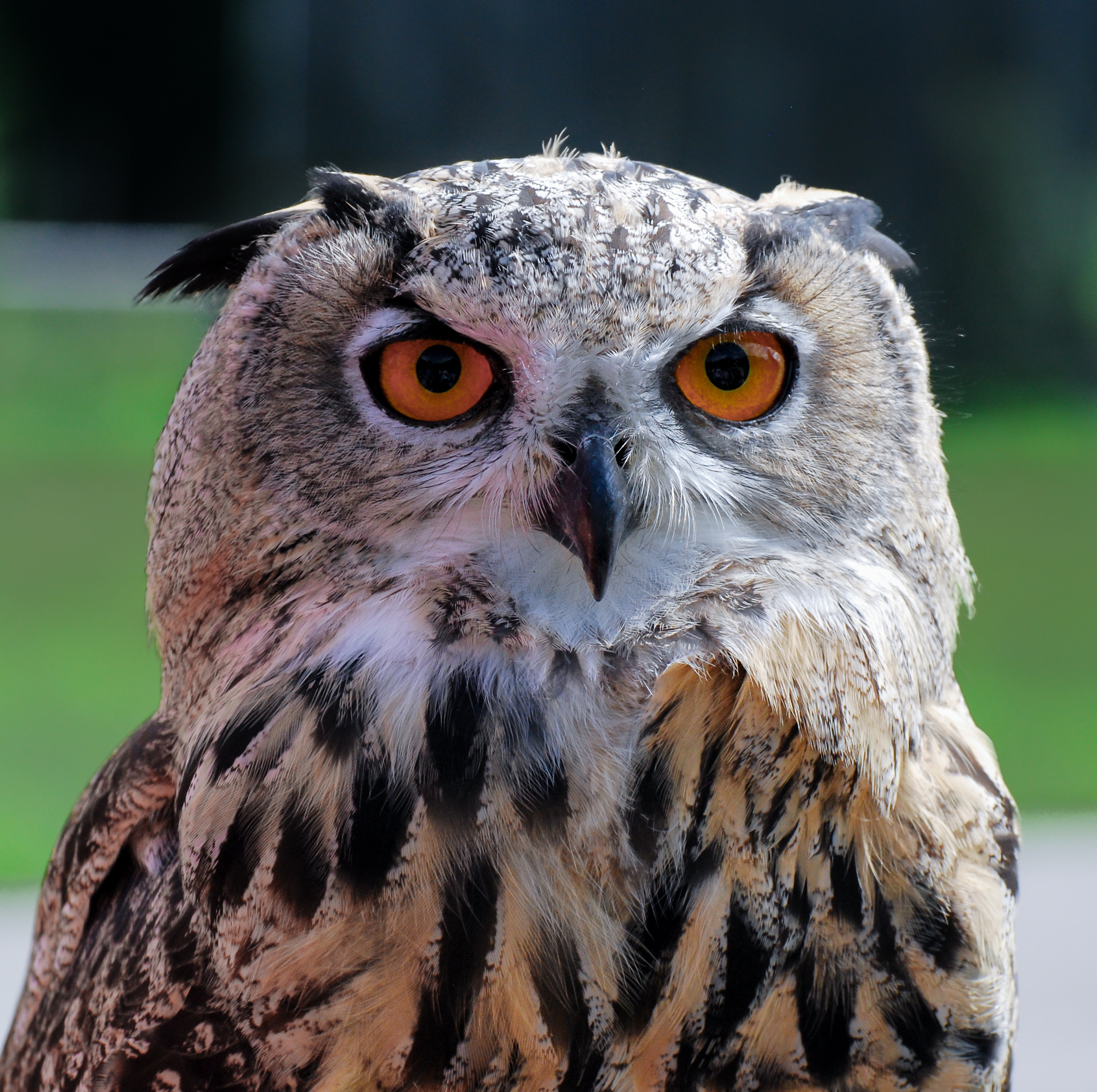
Głowa puchacza

Wypluwki są bardzo duże, o średnich wymiarach 70×35 mm. Mają zbitą konsystencję i szary lub jasnobrązowy kolor. Zawierają przede wszystkim czaszki drobnych ssaków, a także kości, pióra i dzioby ptasie oraz kolce jeży.

## Okres lęgowy
Wyprowadza jeden lęg w roku. Moment złożenia jaj przypada od lutego do początku kwietnia. Część par może w danym roku w ogóle nie przystępować do lęgu. Pary pozostają razem przez całe życie.

### Gniazdo

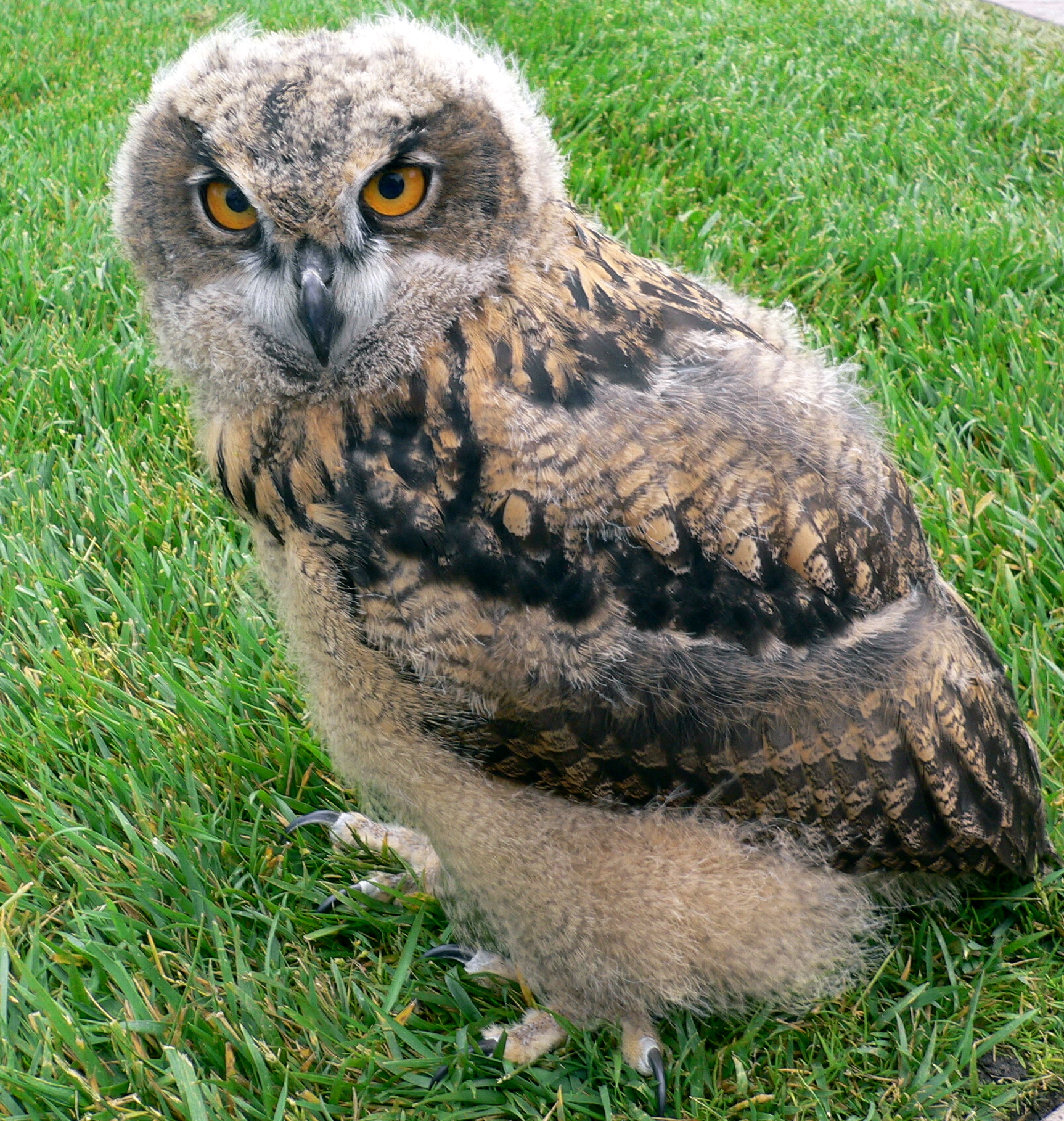
Pisklę puchacza

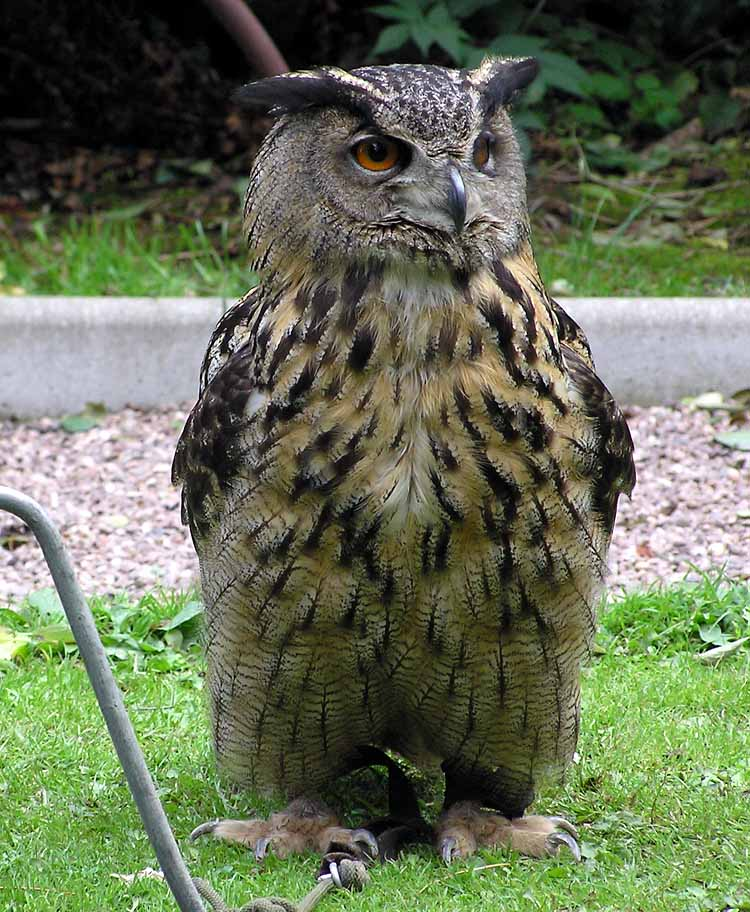
Puchacz w zoo Wildlife and Dinosaur Park w Combe Martin

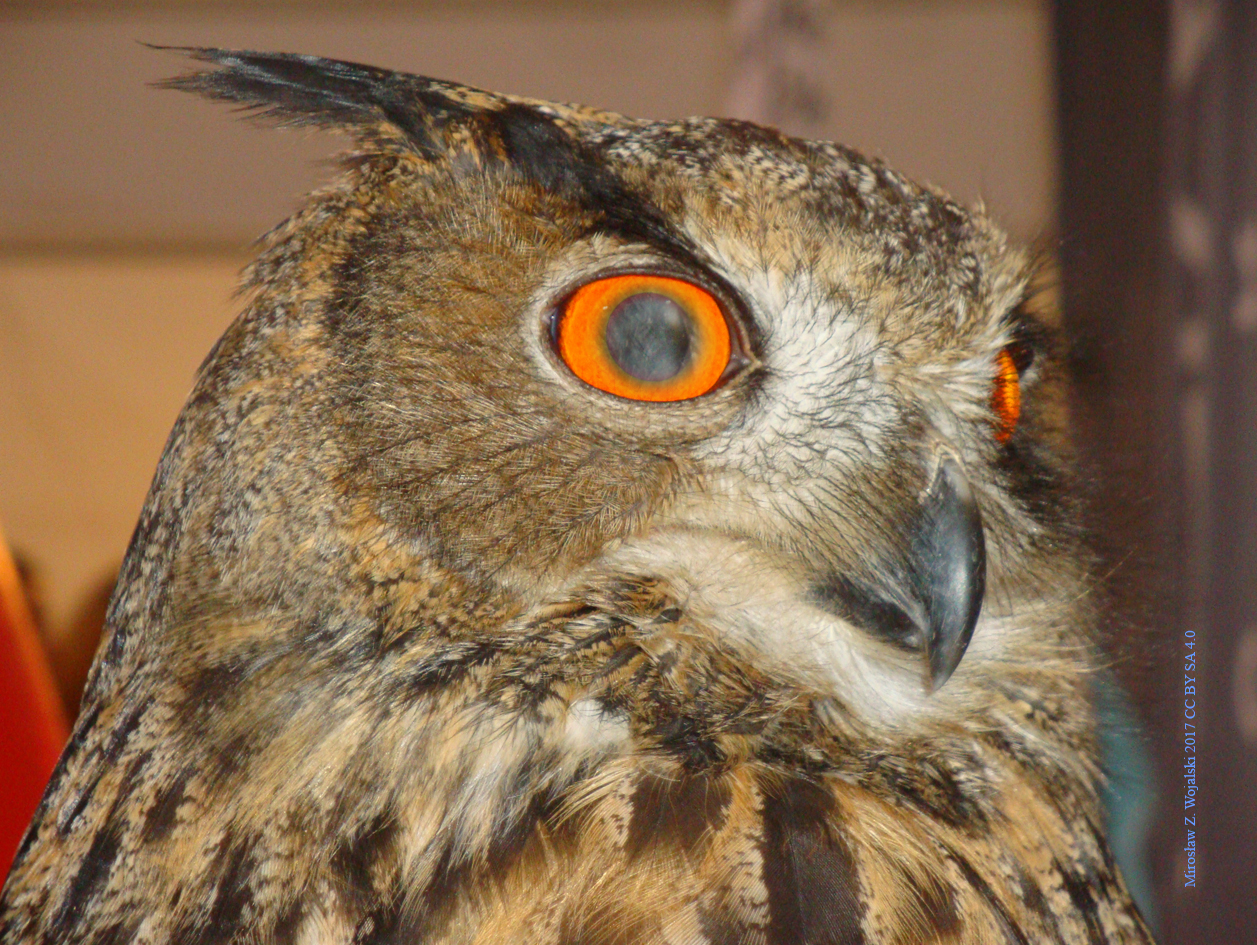
Oswojony puchacz z Lądku-Zdroju atrakcją na Targach Turystycznych w Łodzi w 2017

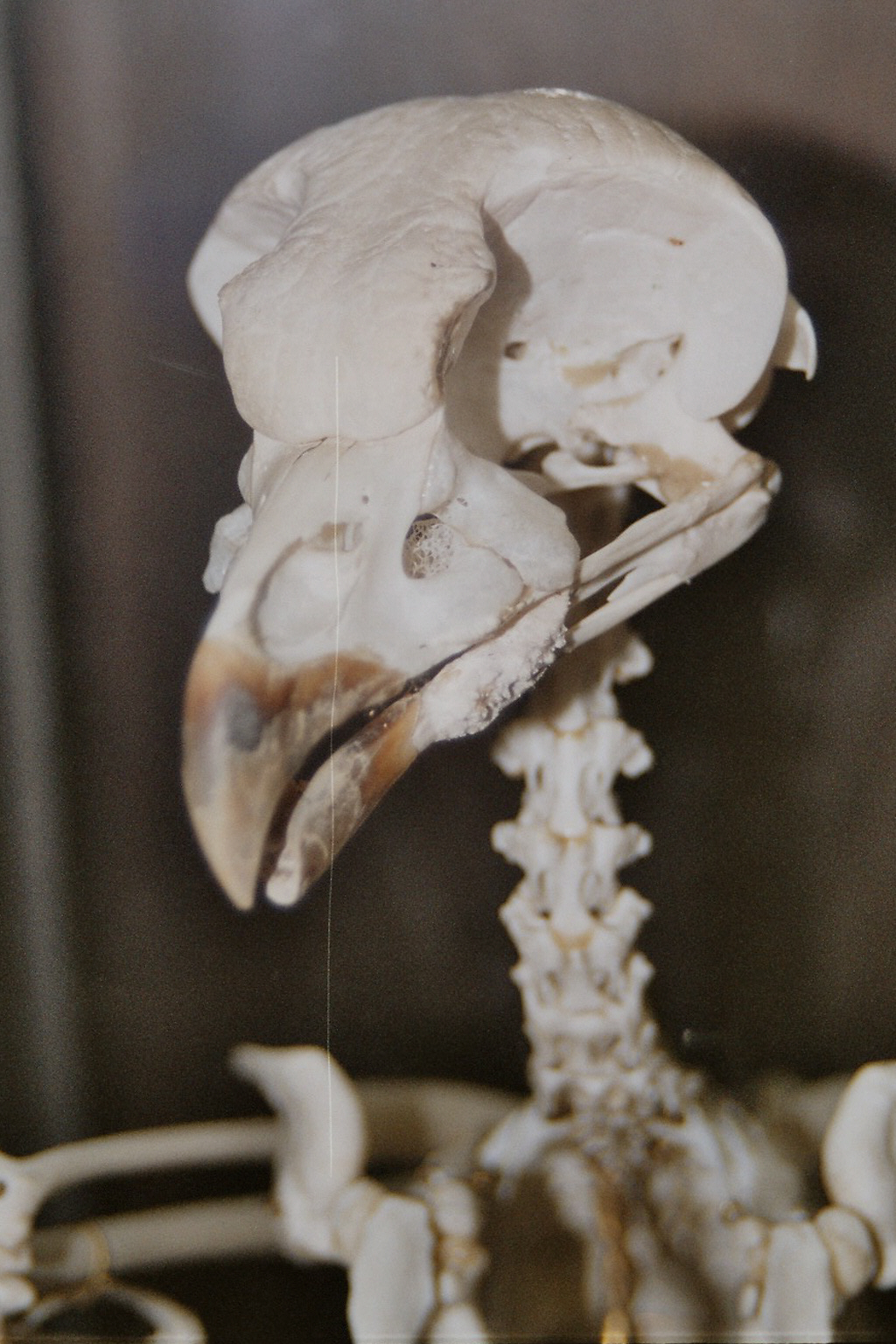
Czaszka puchacza

Na nizinach gniazda zakłada na drzewach (częściej iglastych), w rozwidleniu konarów w środkowej części korony, albo też na ziemi (u nasady pnia, pomiędzy korzeniami, na kępie w olsie i lasach podmokłych lub na bagnach, pod wykrotem). Na terenach nizinnych częściej zajmuje opuszczone gniazda dużych ptaków: myszołowów, bocianów czarnych. W górach gnieździ się na słabo porośniętych nawisach, półkach i w załomach skał. Rzadziej gniazduje w dużych dziuplach. W obrębie terytorium puchacz ma kilka miejsc gniazdowych, z których okresowo korzysta. Gniazdo ma postać płytkiego dołka, wypełnionego suchą trawą, mchem lub gałęziami, z czasem zapełnia się wypluwkami oraz sierścią i piórami ofiar. Okres gniazdowania trwa zwykle 3 miesiące, wówczas puchacze są wrażliwe na wszelkie zakłócenia spokoju.

### Jaja i wysiadywanie

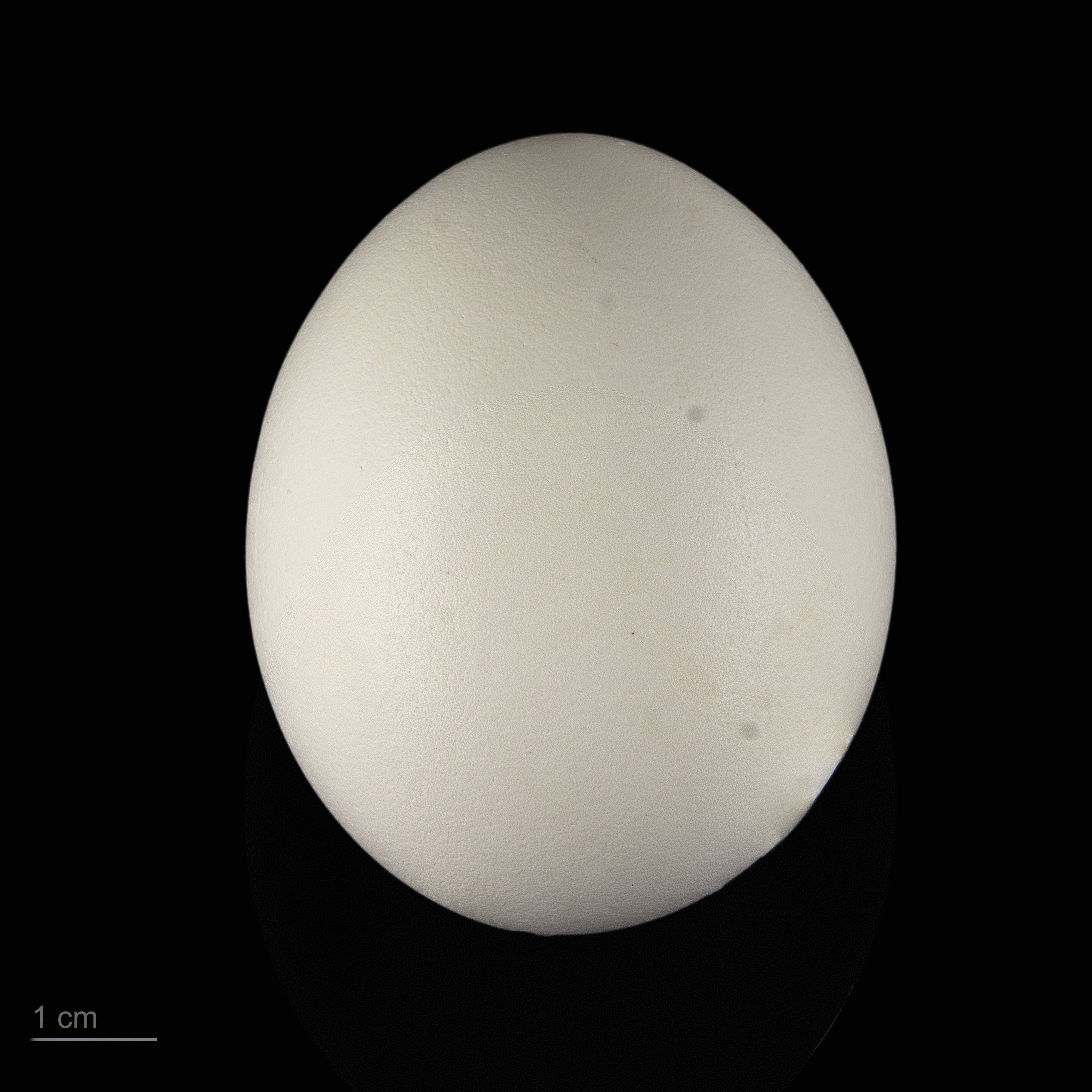
Jajo podgatunku nominatywnego z kolekcji muzealnej

Na przełomie marca i kwietnia samica puchacza znosi przeważnie 2–3 jaja, niemal kuliste, równobiegunowe, białe ze słabym połyskiem. Skorupka chropowata, gruba, często z wapiennymi gruzełkami. Średnie wymiary jaja wynoszą 60×49 mm, średnia masa jednego jaja 75 g. Przy lęgu składającym się z 3 jaj masa lęgu wynosi ok. 9% masy ciała samicy (średnia masa samicy: 2500 g). Jaja są składane w odstępach 2–3 dniowych i wysiadywane od złożenia pierwszego jaja przez ok. 32–35 dni.

### Pisklęta
Pisklęta klują się niejednocześnie, w związku z tym występuje między nimi różnica w wielkości. Oboje rodziców karmią młode. Pisklęta po wykluciu są ślepe, po 4 dniach otwierają oczy, a w 3. tygodniu życia znika mleczna poświata pokrywająca oczy. Wtedy też młode zaczynają samodzielnie pobierać pokarm. W pierwszym puchu są kremowe, później zmieniają barwę na kolor ochry. W tym okresie zaczynają rosnąć im pióra na skokach i palcach, co cechuje większość sów (ptaki drapieżne mają pazury nagie). Opuszczają gniazdo po ok. 35 dniach, nie będąc jeszcze lotne. Oddalają się od miejsca wylęgu na niewielką odległość, ukrywając się w dzień, a wieczorem głośno domagając się od rodziców pokarmu. W 7. tygodniu życia potrafią już latać. Powoli zaczynają pojawiać się pióra konturowe. Przeżywalność młodych puchaczy jest niewielka: pierwszy rok przeżywa ok. 1/3 ptaków. Dojrzałość płciową uzyskują w 2–3. roku życia.

## Status, zagrożenia i ochrona
Międzynarodowa Unia Ochrony Przyrody (IUCN) uznaje puchacza za gatunek najmniejszej troski (LC – Least Concern) nieprzerwanie od 1988 roku. Organizacja BirdLife International w 2015 roku szacowała liczebność populacji europejskiej (wraz z Turcją) na 18 500 – 30 300 par lęgowych, czyli 36 900 – 60 600 dorosłych osobników. Liczebność światowej populacji, obliczona w oparciu o te szacunkowe dane, mieści się w przedziale 100–500 tysięcy dorosłych osobników. Globalny trend liczebności populacji uznawany jest za spadkowy.
W Europie notowany jest wzrost liczebności puchacza, poza Półwyspem Skandynawskim. W niektórych krajach (zwłaszcza Niemcy, Francja, Belgia, Szwajcaria i kraje skandynawskie) prowadziło się lub prowadzi programy reintrodukcji tego gatunku. W niektórych krajach Europy puchacz należy jednak do ptaków ginących lub w ogóle niespotykanych.
W Polsce objęty jest ścisłą ochroną gatunkową. Według rozporządzenia Ministra Środowiska wymaga ochrony czynnej. Wokół gniazd puchaczy obowiązuje strefa ochronna: przez cały rok w promieniu do 200 m, a okresowo (od 1 stycznia do 31 lipca) w promieniu do 500 m od gniazda. Na Czerwonej liście ptaków Polski został sklasyfikowany jako gatunek bliski zagrożenia (NT – Near Threatened). Jeszcze w latach 80. XX w. liczebność puchacza szacowano na 130–150 par; dzięki m.in. działaniom ochronnym liczebność ta wzrosła do obecnych 270–380 par.
Głównymi zagrożeniami są:
- zakłócenia na obszarach lęgowisk, na które ptak ten jest szczególnie wrażliwy i może nawet całkowicie porzucić lęg. Mogą one być spowodowane aktywnością człowieka (turystyka, wspinaczka skalna, sporty) lub gospodarką leśną;
- kolizje z pojazdami i przewodami wysokiego napięcia;
- intensyfikacja rolnictwa, która niekorzystnie wpływa na tereny łowieckie puchacza;
- wycinanie starodrzewi.

Wśród możliwych metod ochrony można wymienić:
- tworzenie stref ochronnych wokół gniazd;
- budowanie sztucznych gniazd i platform, oczyszczanie zarośniętych, opuszczonych gniazd, zabezpieczanie kęp w olsach – tam gdzie problemem może być brak naturalnych miejsc gniazdowych lub gdzie są one narażone na plądrowanie przez naziemne drapieżniki;
- ograniczanie penetracji ludzkiej w sezonie lęgowym puchaczy (od stycznia do końca lipca).

## Podgatunki
Wyróżnia się 16 podgatunków, zamieszkujących odpowiednio:
- B. b. hispanus Rothschild & Hartert, 1910 – Półwysep Iberyjski
- B. b. bubo (Linnaeus, 1758) – puchacz (zwyczajny), puchacz[25] – Skandynawia i Francja do zachodniej Rosji
- B. b. interpositus Rothschild & Hartert, 1910 – puchacz średni[25] – Turcja, Bułgaria, Rumunia, południowa Ukraina
- B. b. nikolskii Zarudny, 1905 – wschodni Irak do zachodniego Pakistanu
- B. b. ruthenus Buturlin & Zhitkov, 1906 – środkowa, wschodnia i południowa europejska część Rosji
- B. b. sibiricus (Gloger, 1833) – od zachodnich podnóży Uralu na wschód po rzekę Ob, na południe po zachodnią część gór Ałtaj
- B. b. yenisseensis Buturlin, 1911 – środkowa Syberia do północnej Mongolii
- B. b. jakutensis Buturlin, 1908 – północno-środkowa i północno-wschodnia Syberia
- B. b. turcomanus (Eversmann, 1835) – Kazachstan do zachodniej Mongolii i północno-zachodnich Chin
- B. b. omissus Dementiev, 1933 – północno-wschodni Iran i Turkmenistan po zachodnie Chiny
- B. b. hemachalanus Hume, 1873 – zachodnie Himalaje do zachodniego Tybetu
- B. b. tibetanus Bianchi, 1906 – Tybet
- B. b. tarimensis Buturlin, 1928 – od Kotliny Kaszgarskiej (zachodnie Chiny) do południowej Mongolii
- B. b. kiautschensis Reichenow, 1903 – wschodnie Chiny i Półwysep Koreański
- B. b. ussuriensis Poliakov, 1915 – południowo-wschodnia Syberia i wschodnia Mongolia do północno-wschodnich Chin i wschodniej Syberii
- B. b. borissowi Hesse, 1915 – Sachalin i Kuryle (wschodnia Rosja) oraz północna Japonia

Dawniej za podgatunek puchacza uznawano także puchacza indyjskiego (Bubo bengalensis).